# Yeşilhisar (Kayseri)

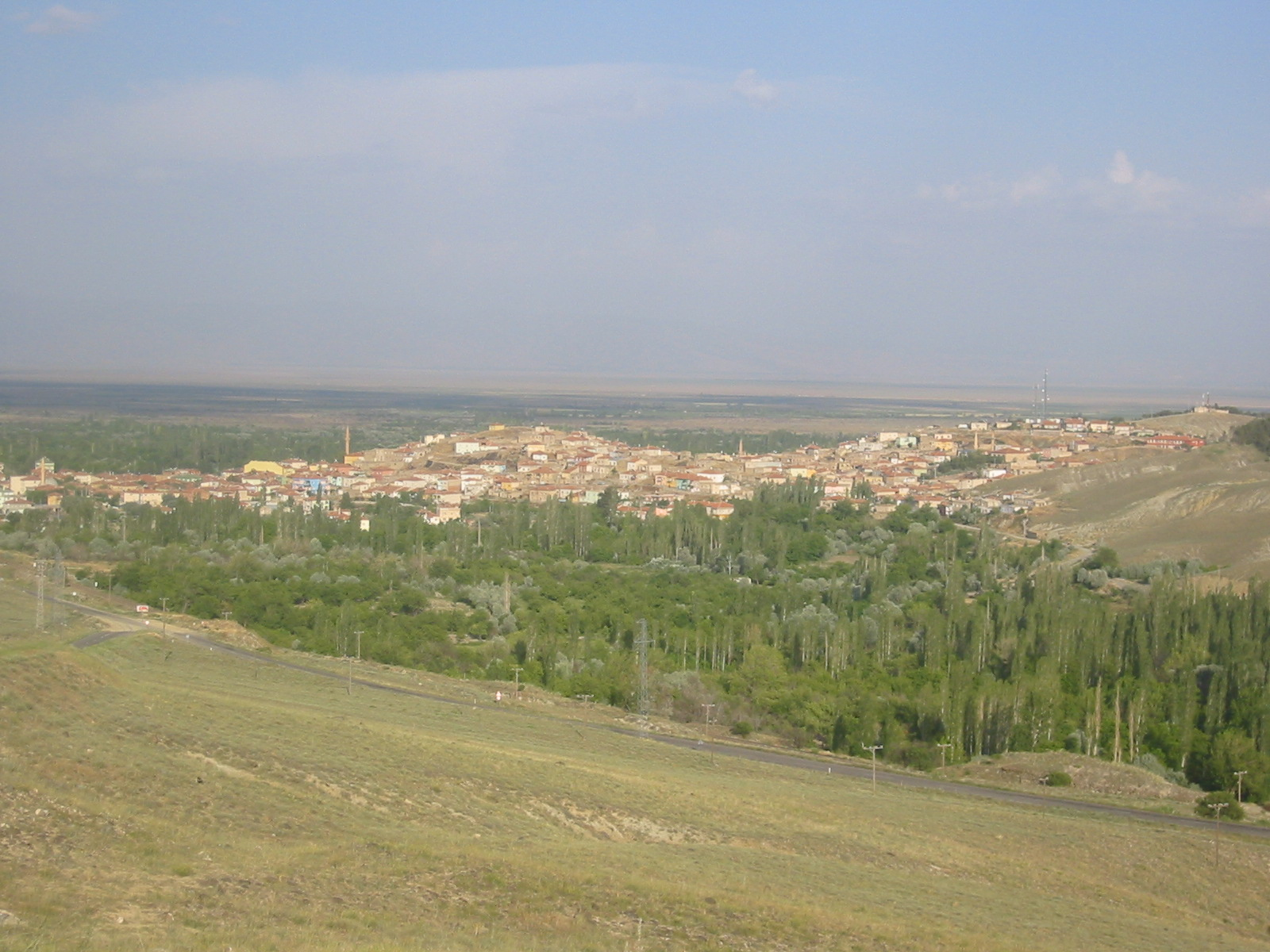
Yeşilhisar

Yeşilhisar ist eine Stadtgemeinde (Belediye) im gleichnamigen Ilçe (Landkreis) der Provinz Kayseri in der türkischen Region Zentralanatolien und gleichzeitig ein Stadtbezirk der 1988 gebildeten Büyükşehir belediyesi Kayseri (Großstadtgemeinde/Metropolprovinz). Seit der Gebietsreform 2013 ist die Gemeinde flächen- und einwohnermäßig identisch mit dem Landkreis.
Der frühere Name lautete Develikarahisarı. In der Antike hieß die Stadt Kyzistra [Κύζιστρα]. Die im Stadtlogo vorhandene Jahreszahl (1948) dürfte auf das Jahr der Ernennung zur Stadtgemeinde (Belediye) hinweisen.

## Geografische Lage
Der Landkreis liegt im Südwesten der Provinz und grenzt im Nordosten an İncesu, im Osten an Develi, im Südosten an Yahyalı, im Südwesten an die Provinz Niğde und im Nordwesten an die Provinz Nevşehir. Durch die Stadt und den Landkreis verläuft in Nord-Süd-Richtung die Fernstraße D805 von Kayseri nach Ulukışla. Weitere Straßenverbindungen führen von Yeşilhisar im Westen nach Ürgüp und Derinkuyu sowie im Südosten nach Yahyalı. Etwa parallel zur D805 verläuft die Eisenbahnstrecke von Kayseri über Niğde nach Ulukışla, die in der Kreisstadt einen Haltepunkt hat. Im Westen des Kreises liegt ein Teil des Gebirgszugs Hodul Dağı, der flache Osten gehört zur Ebene von Develi (Develi Ovası). Dort liegen die meist ausgetrockneten Seen Sobe Gölü und Yay Gölü. Zum Landkreis gehören zwei Stauseen, der Kovalı Barajı ganz im Süden und der Akköy Barajı etwa sieben Kilometer westlich von Yeşilhisar.

## Verwaltung
Der Kreis wurde 1948 (Gesetz Nr. 5071) durch Ausgliederung aus dem Kreis Develi gebildet, er war dort ein eigener Bucak mit 18 Ortschaften (Mevkiler).
Er bestand (bis) Ende 2012 aus der Kreisstadt und 21 Dörfern (Köy). Diese wurden während der Verwaltungsreform 2013 in Mahalle (Stadtviertel/Ortsteile) überführt, die bestehenden 14 Mahalle der Kreisstadt blieben erhalten. Dadurch stieg die Zahl der Mahalle auf 35 an. Ihnen steht ein Muhtar als oberster Beamter vor. 
Ende 2020 lebten durchschnittlich 455 Menschen in jedem Mahalle, 1.774 Einw. im bevölkerungsreichsten (Karacabey Mah.).

## Sehenswertes

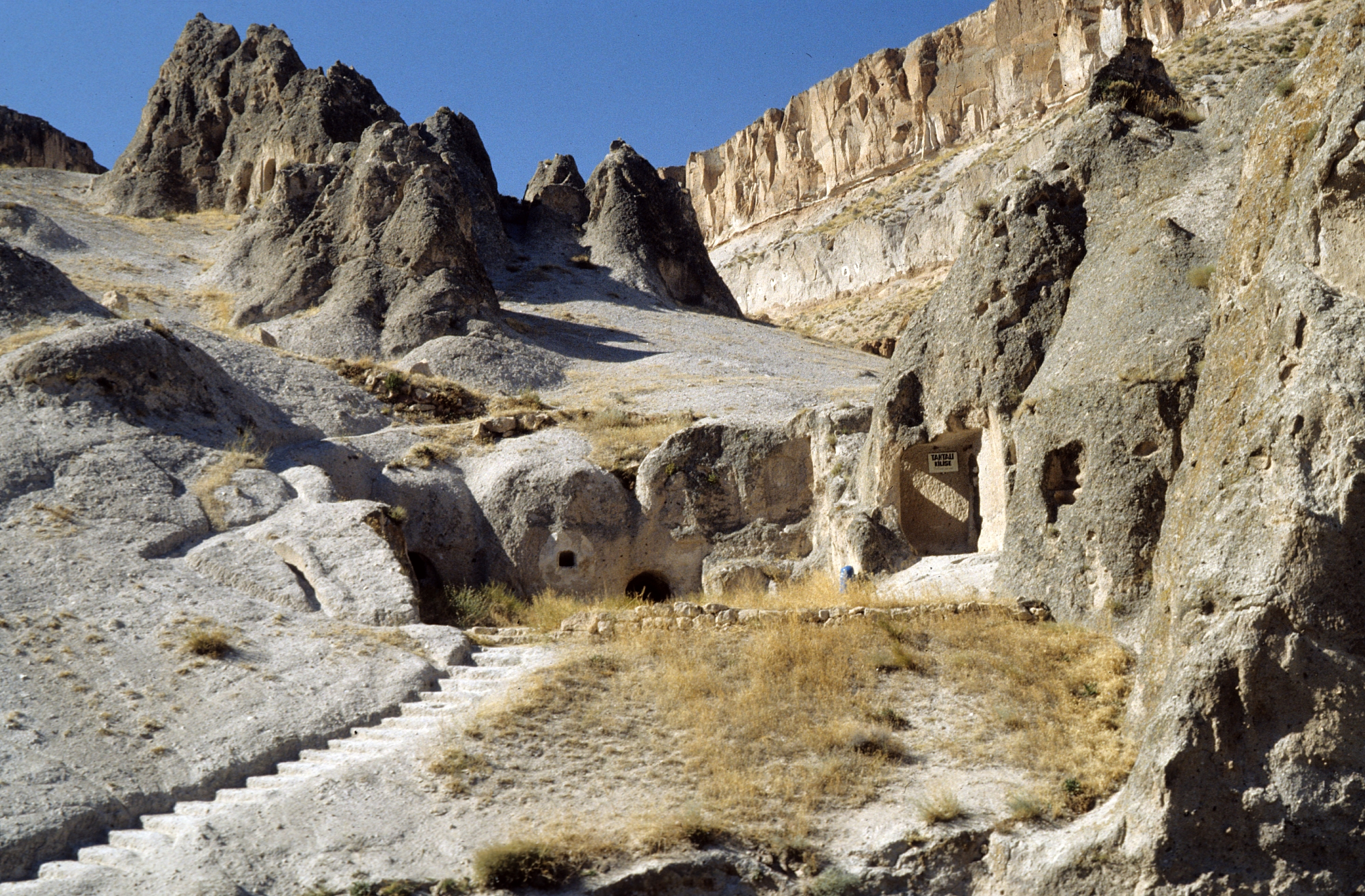
Tahtalı Kilise im Soğanlı-Tal

Etwa zehn Kilometer westlich der Kreisstadt liegt das Soğanlı-Tal mit zahlreichen Felskirchen in der kappadokischen Tufflandschaft. Im Osten liegt der Sultansazlığı-Nationalpark mit einer sehenswerten Sumpflandschaft, der Heimat zahlreicher Vogelarten ist. In den Orten Ovaçiftlikköy und Yeşilova im Süden wurden zwei späthethitische Stelen gefunden, die Inschrift von Eğriköy und die Stele von Çiftlik. Sie sind heute im Archäologischen Museum Kayseri ausgestellt.

## Persönlichkeiten
- Umut Bulut (* 1983), türkischer Fußballspieler